# Alfredo Nascimento
Alfredo Pereira do Nascimento GOMM (Martins, 5 de maio de 1952) é um empresário, linguista, matemático e político brasileiro filiado ao Partido Liberal (PL). Foi ministro dos Transportes em três ocasiões durante os governos Lula e Dilma Rousseff, vice-governador do Amazonas, senador e deputado federal pelo mesmo estado e prefeito de Manaus.
Em 2018, foi novamente candidato ao Senado Federal, mas ficou em quarto lugar, sendo derrotado por Plínio Valério (PSDB), Eduardo Braga (MDB) e Luiz Castro (REDE).

## Biografia

### Secretarias
Alfredo Nascimento é formado em letras e matemática pela Universidade Federal do Amazonas, especialista em administração de pessoal, de materiais e auditoria em recursos humanos pela Fundação Getulio Vargas (FGV). Seu primeiro cargo público foi como Secretário Extraordinário da prefeitura de Manaus, 1983. Foi também Secretário Municipal de Administração entre 1984 e 1986. Foi nomeado Secretário de Estado de Administração do Amazonas em 1987.
Assumiu a prefeitura de Manaus em 1988 como interventor durante seis meses nomeado pelo governador Amazonino Mendes, no lugar do prefeito Manoel Henriques Ribeiro. Depois disso, voltou a assumir por diversas vezes cargos de secretário tanto no governo estadual quanto na prefeitura de Manaus: Secretário de Estado da Fazenda em 1989, Presidente do Conselho de Administração da Empresa de Processamento de Dados do Estado entre 1989 e 1990, Presidente do Conselho de Administração do Banco do Estado do Amazonas também entre 89 e 90, Superintendente da Zona Franca de Manaus (Suframa) de 1990 a 1991, Secretário Municipal de Economia e Finanças de Manaus de 1993 a 1994, Superintendente de Estado da Saúde entre 1995 e 1996 e Secretário de Estado da Fazenda em 1995.

### Governo do Amazonas e Prefeitura de Manaus
Filiado ao antigo Partido Progressista Brasileiro (PPB; atual Progressistas), elegeu-se vice-governador nas eleições de 1994 em chapa encabeçada por Amazonino Mendes. Permaneceu no cargo por dois anos até sua renúncia, quando foi eleito prefeito de Manaus nas eleições de 1996. Foi reeleito pelas eleições de 2000, já pelo Partido Liberal (PL), do qual ainda hoje Nascimento é uma das principais lideranças. Faltando pouco mais de dez meses para encerrar seu segundo mandato na prefeitura, foi convidado pelo presidente Luiz Inácio Lula da Silva a integrar seu governo. Para assumir o posto no Governo Federal, renunciou ao cargo de prefeito.

### Ministério dos Transportes e Senado Federal
Em março de 2004, foi nomeado por Lula ministro dos Transportes para suceder o advogado Anderson Adauto, que havia pedido sua própria exoneração ao presidente. Em julho do mesmo ano, foi admitido por Lula à Ordem do Mérito Militar já no grau de Grande-Oficial especial, embora um prefeito homônimo — provavelmente ele — já houvesse sido admitido à ordem em 1999 como Comendador por Fernando Henrique Cardoso. Na reforma ministerial do governo Lula de março de 2006, Nascimento estava entre os ministros que foram exonerados para que iniciassem campanha pelo Poder Legislativo, sendo sucedido na pasta pelo economista Paulo Sérgio Passos, seu companheiro de partido.
Nas eleições de 2006 elegeu-se senador pelo Amazonas com 629 606 votos (47,49%), iniciando mandato em fevereiro de 2007. Afastou-se do cargo no mês seguinte para ser renomeado ministro dos Transportes por Lula, o qual, na reforma ministerial de março de 2007, exonerou Paulo Sérgio Passos em detrimento de Nascimento. No Senado, seu suplente João Pedro Gonçalves da Costa do Partido dos Trabalhadores (PT) assumiu seu mandato de 2007 até sua volta em 2010.
Na reforma ministerial de março de 2010, Lula novamente exonerou-o, dessa vez para disputar o Poder Executivo. Paulo Sérgio mais uma vez sucedeu-o no cargo de ministro dos Transportes. Retomando seu mandato no Senado, Nascimento disputou as eleições de 2010 para o cargo de governador do Amazonas, mas alcançou apenas metade dos seus votos de 4 anos antes, perdendo em primeiro turno para o então vice-governador Omar Aziz, com 382 935 votos (25,91%) ante 943 955 de Aziz.

### Impeachment de Dilma
Apesar de ter sido ministro em governos do PT em três diferentes momentos, posicionou-se favorável a admissibilidade do processo de impeachment da presidente Dilma Rousseff na Câmara dos Deputados. Acabou por renunciar à presidência nacional do PR, cargo que ocupava desde 2010, para poder dar o voto favorável ao processo, uma vez que a orientação da bancada do partido era de voto contrário a abertura do impeachment. O ex-presidente Luiz Inácio Lula da Silva divulgou nota afirmando ter ficado decepcionado com o voto do ex-ministro. O jornal Folha de S.Paulo publicou que o governo entendeu que ele teria votado movido pelo sentimento de vingança pelo fato de ter sido exonerado do cargo de ministro dos Transportes por Dilma após acusações de irregularidades, o que é negado por Nascimento e seus aliados.

## Controvérsias

### Superfaturamento
Em 6 de julho de 2011, Alfredo Nascimento renunciou ao Ministério dos Transportes após denúncias sobre um suposto esquema de superfaturamento em obras envolvendo servidores da pasta. A crise se agravou após suspeitas de que seu filho, o arquiteto Gustavo Morais Pereira, tenha enriquecido ilicitamente em razão do cargo do pai. No fim de semana anterior, a revista Veja havia relatado que representantes do PR, partido de Nascimento e da maior parte da cúpula do ministério, funcionários da pasta e de órgãos vinculados teriam montado um esquema de superfaturamento e recebimento de propina por meio de empreiteiras. O jornal O Globo também apontou suposto enriquecimento ilícito de Gustavo. Segundo o jornal, dois anos após ser criada com um capital social de R$ 60 mil, a Forma Construções, uma das empresas de Gustavo, amealhou um patrimônio de mais de R$ 50 milhões, um crescimento de 86.500%. O Ministério Público Federal do Amazonas passou a investigar suposto elo entre a empresa de Gustavo e empresa que recebeu verba do ministério.
Logo após as primeiras denúncias, Nascimento pediu abertura de uma comissão de sindicância para apurar os fatos. Também determinou o afastamento da cúpula do ministério e a suspensão por 30 dias de todas licitações dos órgãos envolvidos nas supostas irregularidades. Parlamentares da Câmara e do Senado chegaram a aprovar requerimentos para que o ministro fosse ao Congresso dar explicações sobre as denúncias. Estes requerimentos foram propostos pelos próprios deputados do PR, como estratégia para mostrar que Alfredo Nascimento estava disposto a dar sua versão sobre as acusações.
Em 2013, comemorou a conclusão das investigações conduzidas pelo então procurador-geral da República, Roberto Gurgel, sobre as denúncias que afastaram o parlamentar do Ministério. Para Gurgel, não havia indícios de envolvimento dele e nem do deputado Valdemar Costa Neto, preso e condenado no Mensalão, nas irregularidades encontradas nas licitações e contratos na pasta pelo Tribunal de Contas da União e pela Controladoria Geral da União. O deputado repetiu na tribuna que não era "lixo" e disse ter se sentido "envergonhado" desde as denúncias que o fizeram deixar a pasta.
No entanto, posteriormente, a procuradoria mudou sua posição e, em Novembro de 2015, o Supremo Tribunal Federal autorizou a instalação de inquérito para investigar as supostas irregularidades cometidas por Nascimento durante sua passagem pelo Ministério dos Transportes. O pedido foi aceito pelo ministro Edson Fachin. Segundo a PGR, que solicitou a abertura de inquérito, há indícios de irregularidades na contratação de empresas "inexistentes" pelo Departamento Nacional de Infraestrutura de Transportes (DNIT) e pela Valec, empresa pública responsável pelo planejamento econômico e administrativo de engenharia de estradas de ferro. O deputado alegou que as empresas têm autonomia para contratar fornecedoras de mão de obra terceirizada e que não houve irregularidade.
No dia 25 de outubro de 2017, votou a favor do arquivamento da denúncia de organização criminosa e obstrução da justiça contra o então presidente Michel Temer.[carece de fontes?]

### Improbidade administrativa
Em setembro de 2015 o juiz Ronnie Frank Torres Stone condenou Alfredo Nascimento e o ex-secretário Municipal de Administração de Manaus Silvio Romano Benjamin Júnior por improbidade administrativa pela contratação de servidores municipais sem concurso público durante a gestão de Nascimento à frente da prefeitura da capital do Amazonas, entre 2001 e 2004. Com a decisão, o deputado e o ex-secretário ficam inelegíveis por cinco anos e terão de pagar indenização no valor de 80 mil reais por danos morais coletivos. O magistrado determinou, ainda, que ambos paguem multa civil correspondente a dez vezes o valor da última remuneração, corrigidos monetariamente, mas sem estipular valor na decisão. De acordo com a ação, ingressada pelo Ministério Público do Amazonas em 2005, "Constatou-se que, no ano de 2005, mais de 45% dos servidores municipais eram contratados por excepcional interesse público e que a admissão dessas pessoas foi feita sem a observância dos ditames constitucionais e legais. Um relatório preliminar aponta que 14.580 pessoas foram contratadas entre os exercícios de 1997 e 2003 de forma irregular". O parlamentar alega que a contratação ocorreu por meio da Lei Federal 10.628/2002 e da Lei Municipal 336/96. Os acusados recorreram da sentença.
Alfredo Nascimento já havia sido acusado por improbidade administrativa em 2004. De acordo com denúncia feita em 5 de fevereiro daquele ano pela procuradora-geral substituta Noeme Tobias de Souza, ele não listou entre seus bens, na declaração enviada ao Tribunal Regional Eleitoral em 1996 (primeira eleição para prefeito) e 2000 (reeleição), a empresa Vulcanização Tarumã Ltda, que já foi a principal prestadora de serviços de recauchutagem de pneus para as empresas de transporte coletivo do município de Manaus e pertencia a sua esposa, Francisca Leônia do Nascimento, e ao irmão dela, Francisco Rodrigues de Morais.
O caso chegou à promotoria da Fazenda Pública do Ministério Público por meio de representação do então vereador Francisco Praciano, em 2001. Na ação, Praciano pedia a suspensão dos direitos políticos ou a perda da função de Nascimento. Até 2000, Francisca tinha 80% das ações da empresa. A informação deveria constar nas declarações de bens do então prefeito reeleito, já que ele e Francisca são casados em comunhão de bens.